# Baronia de Vilademuls
La Baronia de Vilademuls fou una jurisdicció senyorial centrada en el castell de Vilademuls. Al segle xii pertangué als Vilademuls i era una baronia que estava dintre la demarcació del comtat de Besalú.
El castell de Vilademuls és documentat a mitjan segle xi. Va ser aixecat pel comte de Besalú en fortificar les fronteres del seu comtat contra el comte de Barcelona; esdevingué centre de la baronia de Vilademuls, jurisdicció senyorial que pertangué al segle xii a Ramón Arnau, iniciador del llinatge dels Vilademuls.
Posteriorment en el segle xiii per matrimoni de Maria de Vilademuls i de la Roca amb el comte Hug IV d'Empúries, la baronia (junt amb el castell de la Roca de Perpinyà) estigué sota el domini de la casa d'Empúries, però aquesta situació va durar poc, perquè molt aviat va passar als vescomtes de Rocabertí, després comtes de Peralada, també descendents dels Vilademuls, fins a l'abolició de les senyories.
Al segle xvii comprenia, a més de Vilademuls, Terradelles, Sant Marçal de Quarentella, Vilamarí, Galliners, Viladamí, Parets d’Empordà, Santa Llogaia d'Esterri i Orfes.